# Zorotypus snyderi
Zorotypus snyderi är en jordlusart som beskrevs av Andrew Nelson Caudell 1920. Zorotypus snyderi ingår i släktet Zorotypus och familjen Zorotypidae. Inga underarter finns listade i Catalogue of Life.